# 直角三角形
有一个角为直角的三角形称为直角三角形（英語：right triangle）。在直角三角形中，直角相邻的两条边称为直角邊。直角所对的边称为斜边。直角三角形直角所对的边也叫作「弦」。若兩條直角邊不一樣長，短的那條邊叫作「勾」，長的那條邊叫作「股」。
直角三角形满足畢氏定理（勾股定理），即两直角边边长的平方和等于斜边长的平方。直角三角形各邊和角之間的關係也是三角學的基礎。
直角三角形的外心是斜边中点；其垂心是直角顶点。
若直角三角形的三邊均為整數，稱為畢氏三角形，其邊長稱為勾股數。
埃及將邊長比例為3:4:5的直角三角形称为埃及三角形。
在三角尺當中有兩組特殊直角三角形
等腰直角三角形（45°、45°、90°）邊長比為{\displaystyle 1:1:{\sqrt {2}}}
被垂直平分的正三角形（30°、60°、90°）邊長比為{\displaystyle 1:{\sqrt {3}}:2}

## 主要性質

### 面積
和其他三角形相同，直角三角形的面積等於任一邊（底邊）乘以對應高的一半。在直角三角形中．若以一股（直角邊）為底邊，另一股即為對應的高，因此面積為二股直角邊乘積的一半，面積T的公式為
{\displaystyle T={\frac {1}{2}}ab}
其中{\displaystyle a}和{\displaystyle b}是直角三角形的二股。
若內切圓和斜邊{\displaystyle AB}相切於{\displaystyle P}點，令半周長{\displaystyle {\frac {a+b+c}{2}}}為{\displaystyle s}，則{\displaystyle PA=s-a}且{\displaystyle PB=s-b}，面積可表示為
{\displaystyle T={\text{PA}}\cdot {\text{PB}}=(s-a)(s-b).}
此公式只適用在直角三角形。

### 高

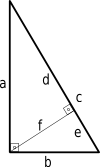
直角三角形的高

若在直角三角形有直角的頂點處作往斜邊的高，可以將三角形切割成二個較小的三角形，兩者均和原三角形相似，且二個小三角形彼此相似。因此：
- 高為斜線切割出的二線段的幾何平均數。
- 各股是直角三角形的高和斜線切割出的二線段中相鄰部份的幾何平均數。

若以方程式表示
{\displaystyle \displaystyle f^{2}=de,}（有時稱為直角三角形高定理）
{\displaystyle \displaystyle b^{2}=ce,}
{\displaystyle \displaystyle a^{2}=cd}
其中{\displaystyle a}, {\displaystyle b}, {\displaystyle c}, {\displaystyle d}, {\displaystyle e}, {\displaystyle f}均如圖所示:p.156。
三角形的面積等於底邊乘高除二，也等於二股乘積除二，兩者相等，因此
{\displaystyle f={\frac {ab}{c}}}。
斜邊上的高和兩股還有以下的關係。
{\displaystyle {\frac {1}{a^{2}}}+{\frac {1}{b^{2}}}={\frac {1}{f^{2}}}}。

### 勾股定理
勾股定理也稱為畢氏定理，內容如下：

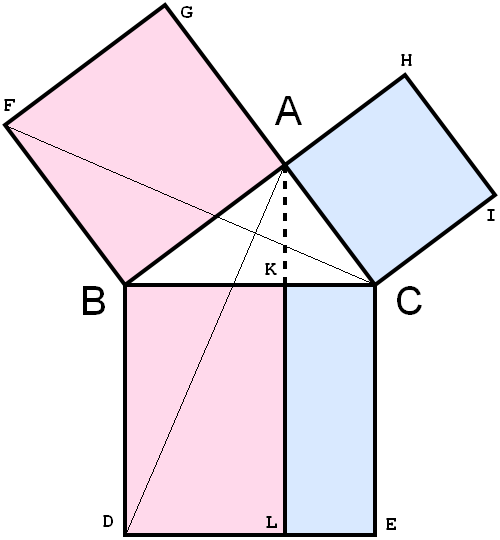
勾股定理的示意圖

在任意直角的三角形中，邊長等於斜邊的正方形，其面積等於邊長等於兩股的二個正方形的和
可以表示為以下的公式表示
{\displaystyle \displaystyle a^{2}+b^{2}=c^{2}}
其中{\displaystyle c}為斜邊長，而{\displaystyle a}和{\displaystyle b}為剩下二股的長度。

### 內切圓及外接圓

直角三角形的內切圓

直角三角形的二股長度為{\displaystyle a}和{\displaystyle b}，斜邊長度為{\displaystyle c}，內切圓的半徑為
{\displaystyle r={\frac {a+b-c}{2}}={\frac {ab}{a+b+c}}.}
外接圓的半徑為斜邊的一半
{\displaystyle R={\frac {c}{2}}.}
直角三角形的任一股可以用內切圓半徑和另一股長度表示：
{\displaystyle \displaystyle a={\frac {2r(b-r)}{b-2r}}.}

## 性质
一三角形{\displaystyle ABC}，其各邊為{\displaystyle a\leq b<c}、半周長{\displaystyle s}、面積{\displaystyle T}、斜邊的高{\displaystyle h}、外接圓半徑{\displaystyle R}、內切圓半徑{\displaystyle r}、旁切圓半徑{\displaystyle r_{a}}, {\displaystyle r_{b}}, {\displaystyle r_{c}}（分別和{\displaystyle a}, {\displaystyle b}, {\displaystyle c}邊相切）、中線{\displaystyle m_{a}}, {\displaystyle m_{b}}, {\displaystyle m_{c}}，此三角形為直角三角形若且唯若以下六類的敘述中有任何一個成立。以下的敘述也是直角三角形的性質。

### 邊長和半周長
- {\displaystyle \displaystyle a^{2}+b^{2}=c^{2}}（勾股定理）
- {\displaystyle \displaystyle (s-a)(s-b)=s(s-c)}
- {\displaystyle \displaystyle s=2R+r.}[7]
- {\displaystyle \displaystyle a^{2}+b^{2}+c^{2}=8R^{2}.}[8]

### 角
- 角{\displaystyle A}和角{\displaystyle B}互為餘角。
- {\displaystyle \displaystyle \cos {A}\cos {B}\cos {C}=0.}[8][9]
- {\displaystyle \displaystyle \sin ^{2}{A}+\sin ^{2}{B}+\sin ^{2}{C}=2.}[8][9]
- {\displaystyle \displaystyle \cos ^{2}{A}+\cos ^{2}{B}+\cos ^{2}{C}=1.}[9]
- {\displaystyle \displaystyle \sin {2A}=\sin {2B}=2\sin {A}\sin {B}.}

### 面積
- {\displaystyle \displaystyle T={\frac {ab}{2}}}
- {\displaystyle \displaystyle T=r_{a}r_{b}=rr_{c}}
- {\displaystyle \displaystyle T=r(2R+r)}
- {\displaystyle T=PA\cdot PB}，其中{\displaystyle P}為內切圓和最長邊{\displaystyle AB}相切的點[10]

### 內切圓及旁切圓半徑
- {\displaystyle \displaystyle r=s-c}[11]
- {\displaystyle \displaystyle r_{a}=s-b}[11]
- {\displaystyle \displaystyle r_{b}=s-a}[11]
- {\displaystyle \displaystyle r_{c}=s}[11]
- {\displaystyle \displaystyle r_{a}+r_{b}+r_{c}+r=a+b+c}[11]
- {\displaystyle \displaystyle r_{a}^{2}+r_{b}^{2}+r_{c}^{2}+r^{2}=a^{2}+b^{2}+c^{2}}[11]
- {\displaystyle \displaystyle r={\frac {r_{a}r_{b}}{r_{c}}}}[11]

### 高線和中線
- {\displaystyle \displaystyle h={\frac {ab}{c}}}
- {\displaystyle \displaystyle m_{a}^{2}+m_{b}^{2}+m_{c}^{2}=6R^{2}.}[12]
- 中線中有一條的長度等於外接圓半徑。
- 高線中最短的（通過由最大角頂點的高線）將對邊分為二個線段，高線恰為二線段的幾何平均數，即為直角三角形高定理。

### 內切參圓和外接圓
- 三角形可以放在一個半圓中，且一邊恰和直徑完全重合。
- 外接圓圓心恰為最長邊的中點。
- 最長邊的邊長恰為外接圓的直徑。（{\displaystyle c=2R}）。
- 外接圓和九點圓相切[8]。
- 垂心在外接圓的圓周上[12]
- 內切圓圓心（內心）和垂心的距離為{\displaystyle {\sqrt {2}}r}.[12]。

## 各邊的比例

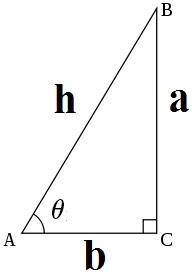
,, 為的对边、邻边和斜边

銳角的三角函數可以用直角三角形各邊的比例來定義。針對一特定銳角，可以繪製一直角三角形，各邊分別是此銳角的對邊、鄰邊及斜邊。所有有相同大小銳角的直角三角形都為相似形，因此依照上面的定義，各邊的比例只和此銳角的角度有關。若一角度{\displaystyle \theta }，其對邊、鄰邊及斜邊分別是{\displaystyle a}, {\displaystyle b}及{\displaystyle h}，則其三角函數為：
{\displaystyle \sin \theta ={\frac {a}{h}},\,\cos \theta ={\frac {b}{h}},\,\tan \theta ={\frac {a}{b}},\,\sec \theta ={\frac {h}{b}},\,\cot \theta ={\frac {b}{a}},\,\csc \theta ={\frac {h}{a}}.}

## 特殊的直角三角形
特定角度的三角函數可以計算其精確值，因此對應直角三角形的各邊比例也可以得知。例如像30°-60°-90°三角形，可以用來計算角度為π/6倍數的三角函數，以及45°-45°-90°三角形，可以用來計算角度為π/4倍數的三角函數，這些都屬於特殊直角三角形。

## 泰勒斯定理

直角三角形的外接圓以其斜邊為直徑，斜邊中點為其圓心

泰勒斯定理提到若{\displaystyle A}點是直徑的{\displaystyle BC}的一圓上的一點，且不和{\displaystyle B}點及{\displaystyle C}點共點，{\displaystyle ABC}為直角三角形，{\displaystyle \angle A}為直角。其逆定理為若一三角形內接於一圓，則其斜邊長度即為該圓的直徑。因此可以推論由直角頂邊到斜邊的中線（外接圓半徑）為斜邊的一半。而直角三角形外接圓的半徑為直角頂邊到斜邊的中線長．也是直徑的一半。

## 中線
直角三角形的中線長和內切圓半徑滿足以下的公式：
{\displaystyle m_{a}^{2}+m_{b}^{2}=5m_{c}^{2}={\frac {5}{4}}c^{2}.}
因為直角三角形斜邊的中線長是斜邊的一半，會將直角三角形分為二個等腰三角形。

## 不同平均和黃金比例的關係
令{\displaystyle H}、{\displaystyle G}和{\displaystyle A}是二個正整數{\displaystyle a}和{\displaystyle b}（{\displaystyle a>b}）的調和平均、幾何平均及算術平均。若一直角三角形的二股為{\displaystyle H}和{\displaystyle G}，其斜邊為{\displaystyle A}，則
{\displaystyle {\frac {A}{H}}={\frac {A^{2}}{G^{2}}}={\frac {G^{2}}{H^{2}}}=\phi \,}
及
{\displaystyle {\frac {a}{b}}=\phi ^{3},\,}
其中{\displaystyle \phi }為黃金比例{\displaystyle {\tfrac {1+{\sqrt {5}}}{2}}.\,}

## 其他性質
若長度為{\displaystyle p}及{\displaystyle q}，通過頂點的線段，將斜邊分為三等分，則:pp. 216-217
{\displaystyle p^{2}+q^{2}=5\left({\frac {c}{3}}\right)^{2}}。
除直角三角形以外的三角形都可以找到三個相異的內接正方形，但直角三角形只能找到二個相異的內接正方形。
令{\displaystyle h}和{\displaystyle k}（{\displaystyle h>k}）為一斜邊長為{\displaystyle c}的直角三角形的二個內接正方形邊長，則
{\displaystyle {\frac {1}{c^{2}}}+{\frac {1}{h^{2}}}={\frac {1}{k^{2}}}.}
直角三角形的周長等於內切圓及三個旁切圓的半徑和。

## 參看
- 三角學